# Enclos paroissial de Pleyben
L’enclos paroissial de Pleyben est un enclos paroissial situé dans la commune de Pleyben dans le Finistère autour de l'église Saint-Germain. L'église a été classée sur la liste des monuments historiques de 1846, le calvaire a été classé par liste en 1875 et l'ossuaire a été classé par arrêté du 21 décembre 1914.

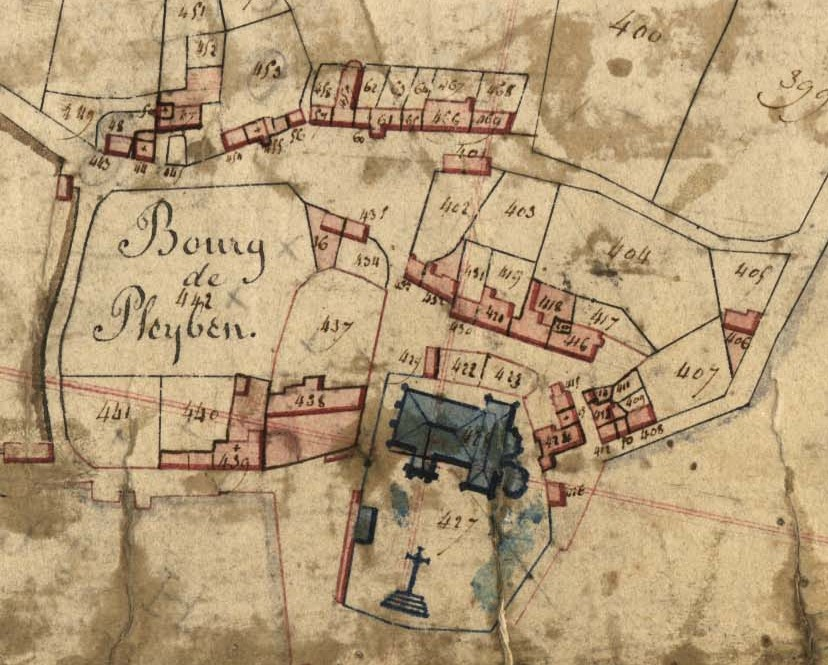
Le plan de l'enclos en 1813. L'ossuaire est visible à gauche de l'enclos, et le calvaire en bas (avant d'être déplacé sur la gauche).

## L’église Saint-Germain

### Construction et restaurations
L'église Saint-Germain, dont la construction a commencé en 1530, a été consacrée en 1583 « à lonneur de Dieu, Notre-Dame, sainct Germain et sainte Catherine » comme le dit une inscription. Toutefois, un édifice antérieur au XVIe siècle est attesté par les archives. Les transepts ont été réalisés pour le recteur Alain Kergadalen et datent de 1564 si on se fie à une inscription en lettres gothiques située à l´entrée du bras sud près de la porte de la sacristie. Les fenêtres ainsi que la porte sud dateraient de 1583 comme semble le prouver une inscription et une date sur le mur du bas-côté sud. La construction de la tour-porche débute en 1588, la date étant inscrite au-dessus de la clef de la porte.
Interrompu pendant les guerres de la Ligue, les travaux ne reprennent qu´en 1633 pour s´achever en 1642.
Au cours des siècles, l’église connut plusieurs restaurations et reconstructions. Ainsi, au XVIIIe siècle, le bras sud a été reconstruit en 1714 et la sacristie en 1719 à la suite de leur destruction causée par la chute de la partie haute de la tour-porche ébranlée par la foudre à la fin du XVIIe siècle.
Au XIXe siècle, le bas-côté nord a été remonté en 1811. La tour ouest a été consolidée en 1848, suivie d’une restauration générale de l´édifice entre 1858 et 1860.

### Description de l'extérieur de l'église
L'église Saint-Germain est de style gothique breton tardif. L'église a deux clochers : le grand clocher au-dessus du porche sud est une tour Renaissance coiffée d'un dôme à lanternons, et un autre de style cornouaillais. Le chevet est de style Beaumanoir.

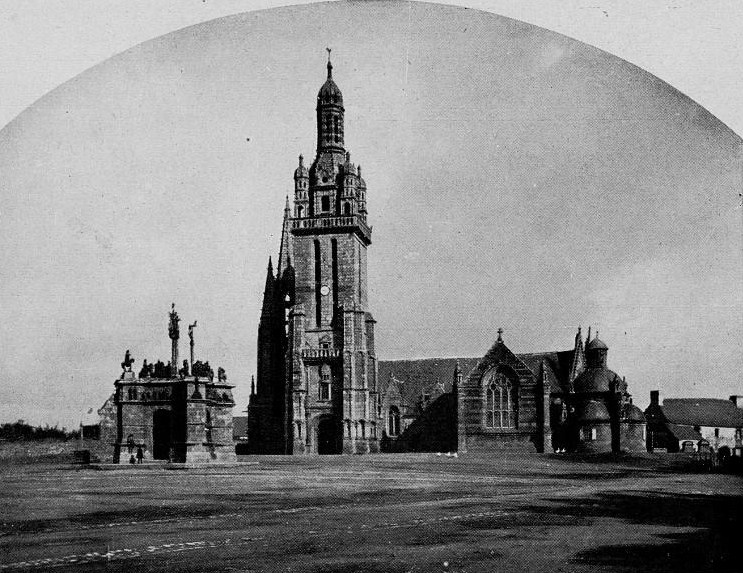
L'église et le calvaire en 1920
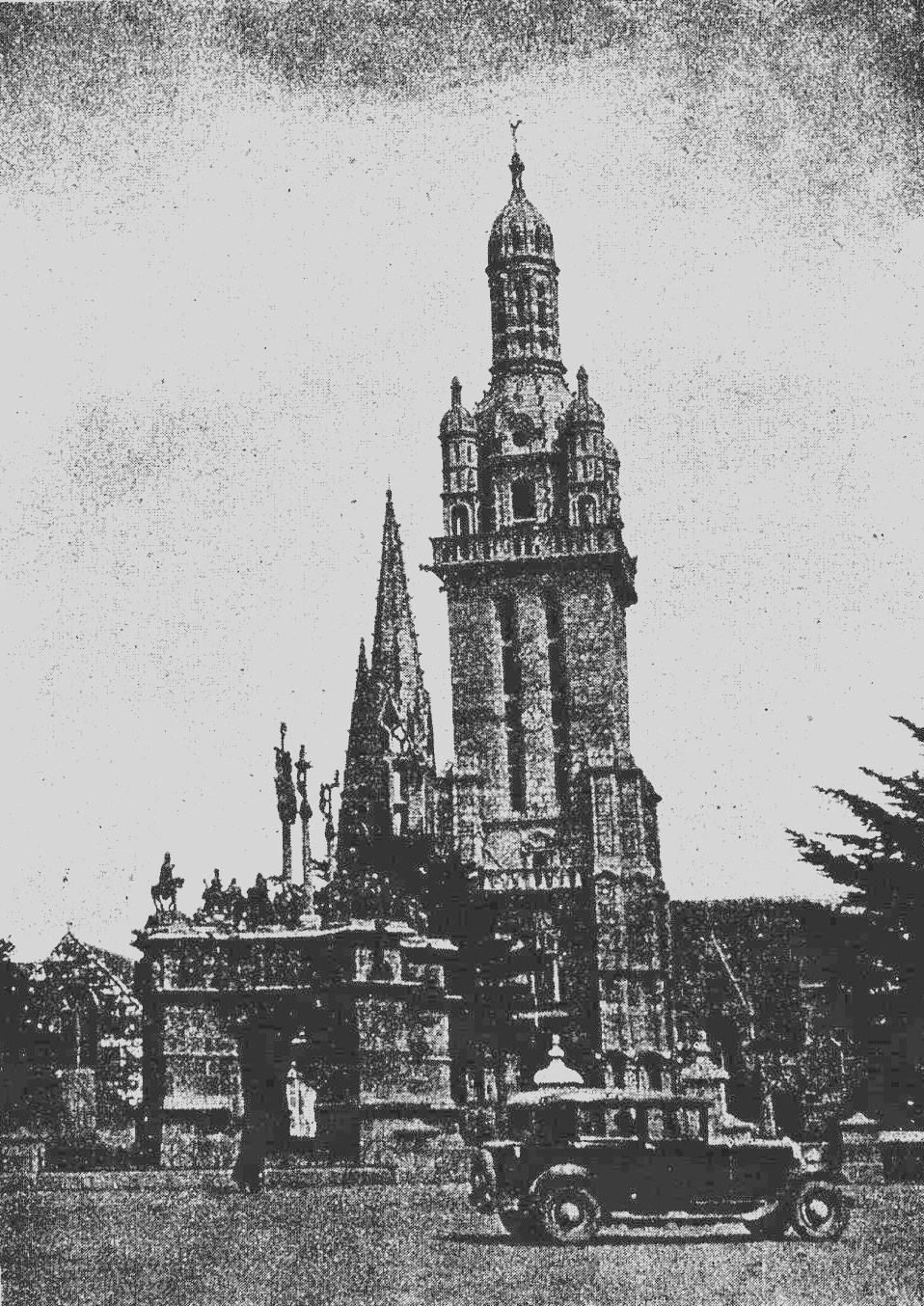
L'église et le calvaire en 1936

#### La façade Ouest
Sur cette façade de caractère ogival est planté le petit clocher gothique dit de Sainte-Catherine. Le clocher possède une chambre des cloches  qui est surmontée d´une flèche culminant à 32 mètres. L’accès à cette tour se fait par une tourelle d´escalier, passant d’un plan carré au plan octogonal. Elle est reliée au clocher par une galerie aérienne. Sous ce clocher, la porte à anse double et accolade est surmontée de moulures et de contre-courbe de feuillages.

#### la façade Sud
Le grand clocher dit de Saint Germain culmine à 47,5 mètres. Le clocher et le porche sont de style Renaissance et portent les dates de 1588 et 1591.
Le porche se caractérise par les colonnes engagées qui soutiennent la grande arcade d’entrée. Elles se composent de tambours cannelés et de bagues saillantes ornementées, et elles sont couronnées de chapiteaux corinthiens qui soutiennent une archivolte avec volute en feuilles d’acanthe. La base du porche est entourée d’un cordon de niches peu profondes. Les niches sont ornées de belles colonnettes et sont surmontées de frontons courbes.
Au-dessus de l’entablement de la façade, on trouve les statues agenouillées de la  Vierge et de l'archange Gabriel dans la scène de l’Annonciation. Au milieu on voit une belle niche abritant la statue de saint Germain patron de l’église.
Plus haut une galerie, puis vient la base de la tour percée de deux longues baies sur chacune de ses faces. Elle est couronnée par une balustrade en encorbellement. Aux angles se dressent quatre beaux clochetons. Au milieu de ces clochetons, s’élève une grosse coupole octogonale qui est surmontée elle-même d’une lanterne élancée formant couronnement au clocher.
Dans le porche, les apôtres dans leurs niches portent, chacun, un phylactère. Au-dessus de la porte d’entrée, une statue du Sauveur tenant le globe du monde d’une main et bénissant de l’autre.

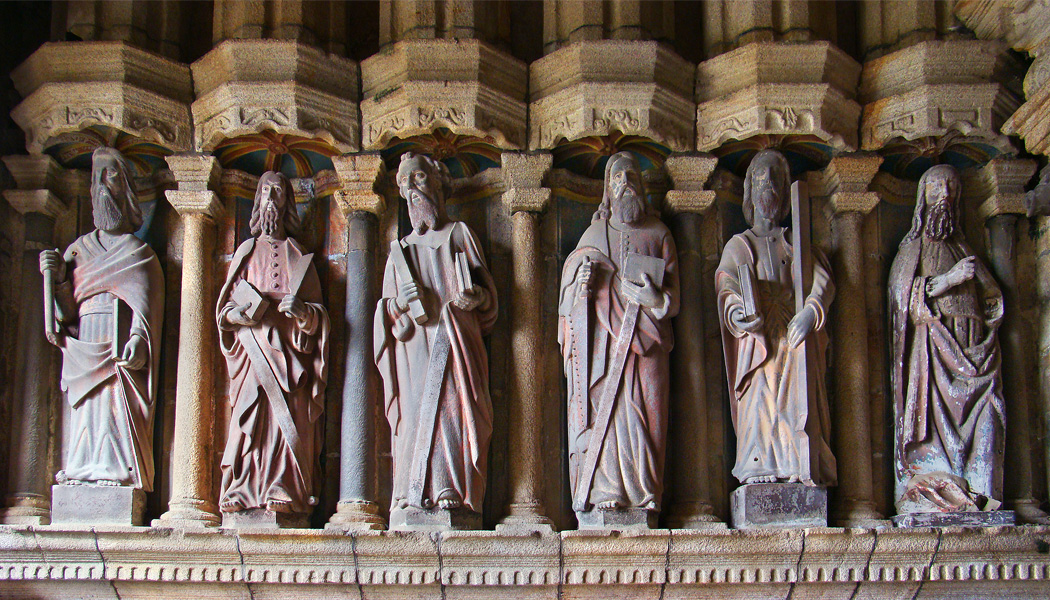
Église Saint-Germain, Côté gauche du porche
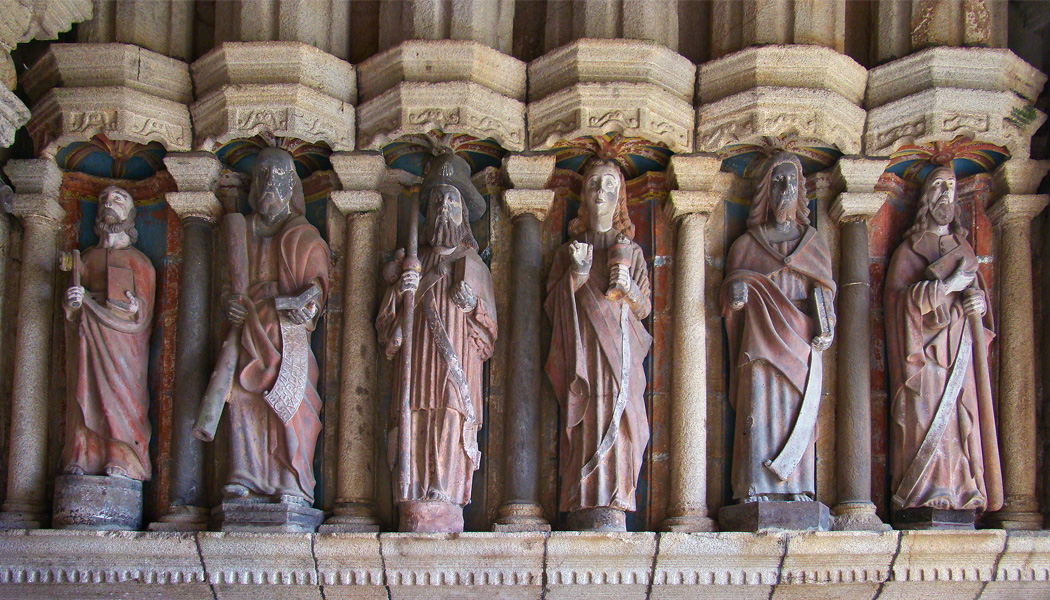
Église Saint-Germain, Côté droit du porche

### Description de l'intérieur de l'église

#### Les sablières de la nef
Le plan de l’église est en croix latine à une nef à cinq travées bordée de bas-côtés. La nef est relativement obscure car elle est éclairée indirectement au nord et au sud par trois fenêtres en plein cintre ou en arc brisé à réseau. Les bras du transept sont larges et saillants et ils sont percés chacun d´une baie en arc brisé à réseau. Les sols de la nef et du transept sont couverts par de grandes dalles de schiste. La nef est surmontée d'une voûte lambrissée entourée de belles sablières polychromes datant de 1571. Elles présentent des scènes très vivantes issues de la vie quotidienne, de la Bible ou même de la mythologie païenne.
Côté nord :
- Anges et lianes entourant des cartouches.
- Eunuque de la reine Candace qui lit les prophéties d'Isaïe. Ces prophéties lui sont expliquées par saint Philippe.
- Cadavre sur lequel rampe un serpent. Le cadavre est dans un cartouche tenu par deux personnages nus.

Évangélistes aux quatre angles du transept sous forme de statues à encorbellement (ou corbel). Ils tiennent, chacun, un phylactère avec les premiers mots de leur évangile.
Côté sud :
- Dans le coin du bas-côté : Diable sur les sablières.
- Têtes de mort et visages.
- Jésus portant la croix, suivi des deux larrons, des saintes femmes et de deux cavaliers.
- La sainte Face.
- Enfants.
- Ange tenant une tête de mort.
- Nouveau- né.
- Sonneur de biniou.
- Trois paysans qui labourent la terre avec une charrue. Le dernier est vêtu en fou. Il se retourne et regarde une statue en encorbellement représentant un joueur de biniou.

Chœur:
- Cinq Plaies du Christ: les deux pieds, les deux mains et le chœur.
- Annonciation.
- Sainte Face.

Transept sud:
- Anges tenant soit un vase soit une coupe.
- Nativité.
- Circoncision.
- Samaritaine.
- Prométhée et son vautour.
- Dragons.

Transept nord:
- Grotesques.
- Anges avec un cartouche indiquant la date de 1571.
- Judas et Caïphe.
- Soldat tirant au sort la Tunique du Christ.
- Têtes de mort.

116 clés de voute pendantes et décorées ornent les nervures de la charpente.

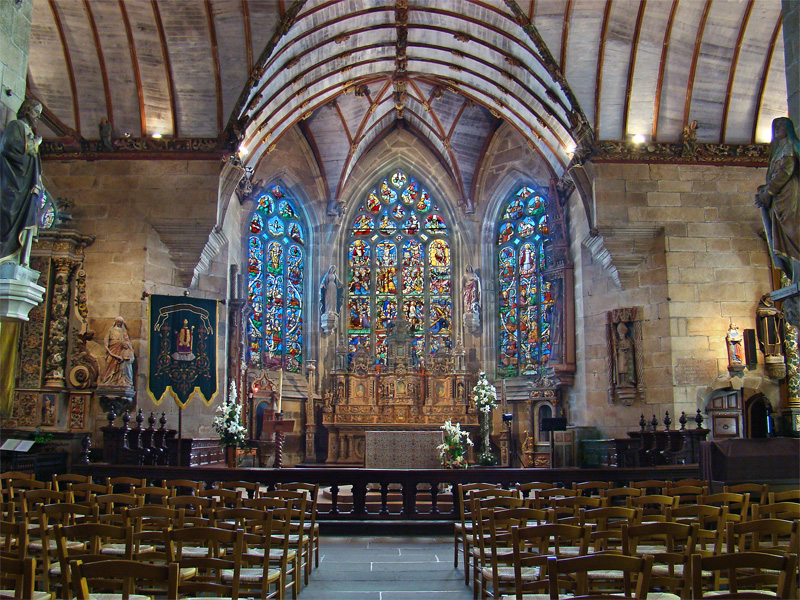
Église Saint-Germain, Nef et chœur

#### Les vitraux
Le vitrail principal, daté de la fin du XVIe siècle, représente la Passion du Christ. Elle renferme les scènes suivantes :
1. Le Christ lave les pieds des Apôtres.
2. La  Cène : saint Jean repose sur le cœur de Jésus. Un jeune serviteur apporte un plateau.
3. La prière au Jardin des Oliviers : les trois disciples sont endormis, au fond Judas et sa cohorte.
4. Baiser de Judas, saint Pierre coupe l’oreille du soldat  Malchus. Au bas du panneau, l’écu de France est entouré du cordon de l’Ordre de Saint Michel.
5. Jésus devant Pilate.
6. Pilate se lave les mains. Sa femme lui adresse des reproches. Jésus est emmené par les soldats.
7. Flagellation.
8. Portement de la croix. Jésus tombe.
9. Crucifixion étalée sur trois baies.
10. Résurrection.

Les deux vitraux latéraux représentent l'un un Arbre de Jessé, l'autre Jésus et les Apôtres.

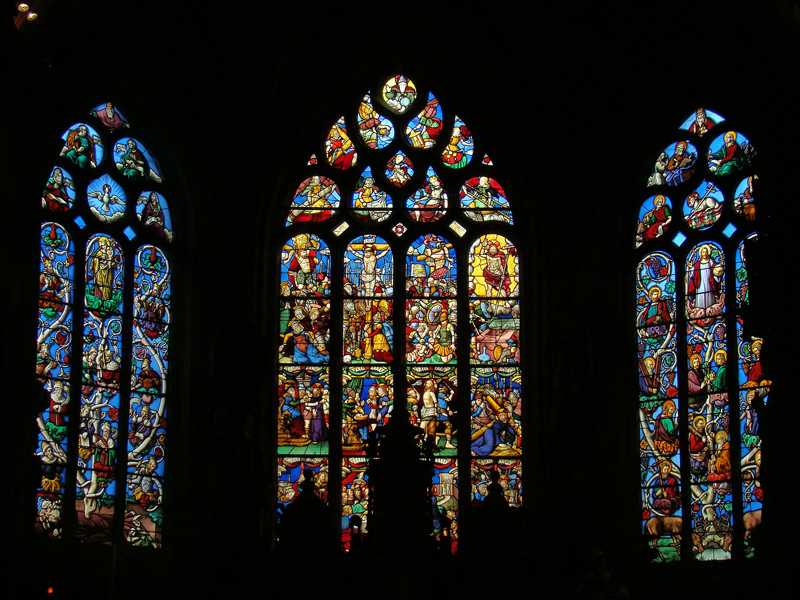
Église Saint-Germain, Vitraux du chœur

### Le mobilier

#### Les fonts baptismaux
Les fonts baptismaux sont ornés de statues de saint Jean, sainte Élisabeth, saint Zacharie provenant d'un ancien retable. Autrefois, il y avait un quatrième personnage tenant les vêtements du Christ ; ce personnage se trouve actuellement dans le transept Sud à côté du groupe de saint Yves.

#### La statuaire
L'église est ornée de nombreuses statues polychromes dont une statue de saint Germain datant de 1555, provenant d'un calvaire ; dans la nef et les bas-côtés se trouvent des statues de saint Herbot, saint Yves, de saint Corentin, saint Antoine, sainte Geneviève, de saint Renan ainsi qu'une grande statue en bois de saint Guénolé datée du XVIIIe siècle.

#### Les retables
Les retables actuellement en place datent de la fin du XVIIe siècle :
- le retable à colonnes du Rosaire: les 15 médaillons des mystères du Rosaire entourent la Vierge remettant le rosaire à saint Dominique et à sainte Catherine de Sienne. Il est daté de 1698 (sculpté par des artisans locaux, Jean Le Seven du Cloître-Pleyben et Jean Cevaer de Pleyben)

- le retable à tourelles du maître-autel daté de 1666 - 1667 qui représente le Christ Sauveur et les quatre Évangélistes Matthieu, Luc, Jean et Marc. Sur les gradins sont d’admirables arabesques entremêlées d’anges et de dauphins. Les niches à tourelles des bouts abritent saint Germain et saint Jean Baptiste. Entre ces niches et le tabernacle, les encadrements sont enrichis des bustes du Christ et de la Vierge. Le tout est couronné de balustrades, clochetons, et lanternes finement sculptés. Ce retable a été réalisé par des sculpteurs de Brest et de Quimper sur le thème de l'Eucharistie et de la Parole divine.

- le retable des Trépassés  ou retable du Sacré-Cœur, daté du XVIIIe siècle, est situé dans le bras sud du transept ; il représente une Descente de Croix.

- Une belle armoire aux Saintes Huiles présente des personnages sculptés dont des Bretons en costume traditionnel.

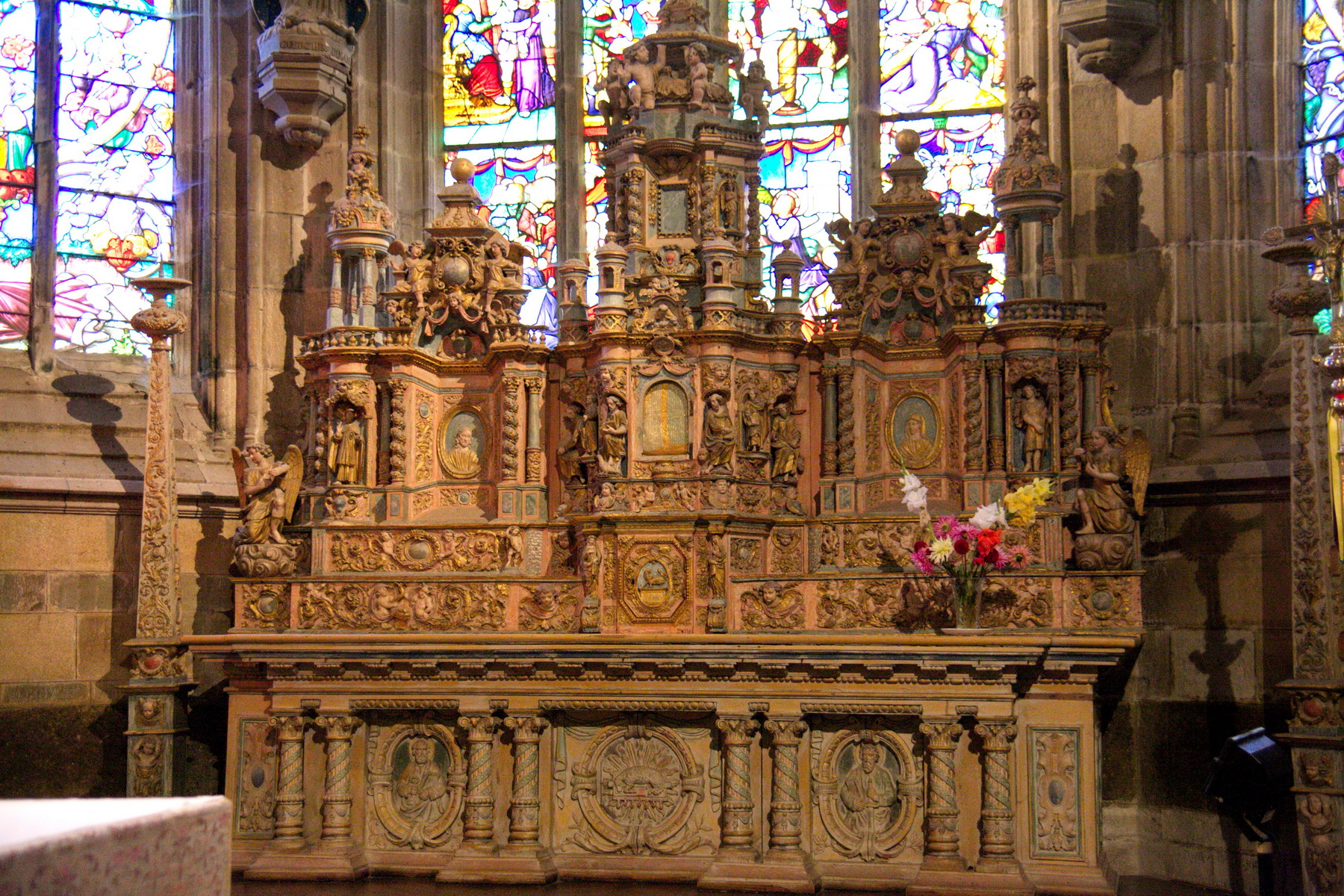
Pleyben, St Germain, maître-autel & son retable
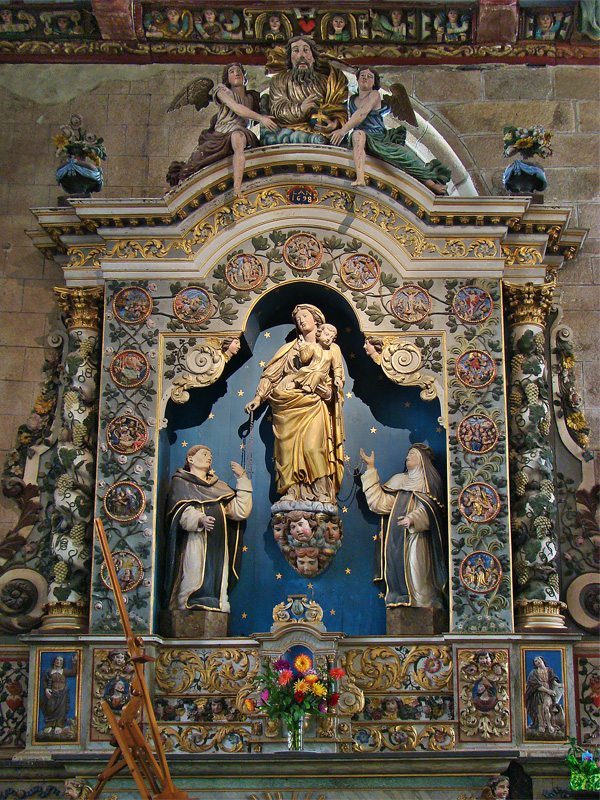
Pleyben, St Germain, retable du Rosaire

#### Les orgues

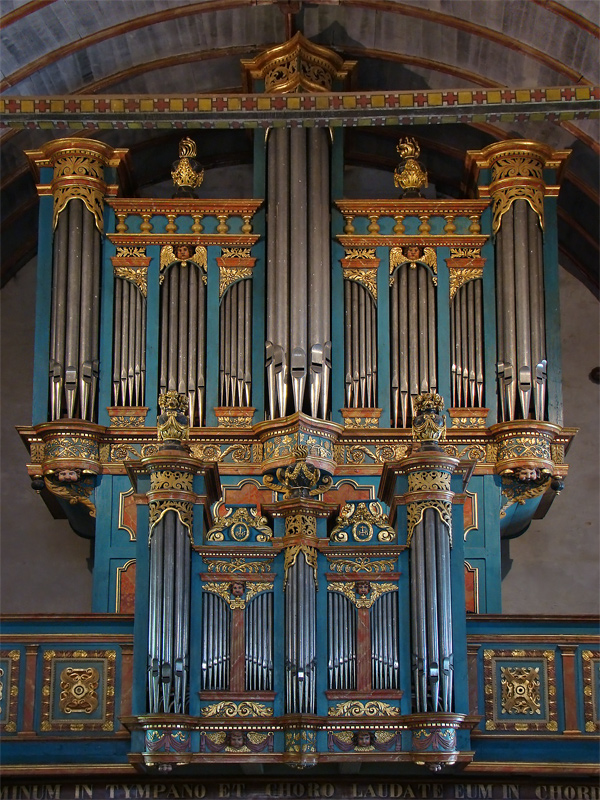
Les grandes orgues

Les orgues ont été construites, par Thomas Dallam, entre  1688 et 1692 sur le modèle des orgues de l’abbaye de Daoulas, datant de 1670 et aujourd’hui disparues. Elles comprenaient un buffet à deux corps polychrome : le grand orgue et un positif de do(s), une console à deux claviers manuels et une pédale.
Thomas Dallam, maître facteur d’orgues, appartenait à une famille de facteurs d’orgues d’origine anglaise. Son grand-père, qui portait le même prénom, avait réalisé l’orgue du King’s College à Cambridge. Son père, Robert Dallam, dut quitter l’Angleterre en raison de persécutions religieuses. On lui doit de nombreuses orgues en Bretagne, notamment celles des cathédrales de Quimper et de Saint Pol de Léon.
De l’orgue de Thomas Dallam, il ne reste que le buffet, réalisé à Morlaix par Michel Madé en 1693.
L'ensemble du jeu a été simplifié en 1877. En effet, le facteur d’orgues Heyer enleva la partie instrumentale mise en place par Thomas Dallam. Il plaça  une console à fenêtre à deux claviers de 54 notes, un grand orgue dans le buffet, et une nouvelle soufflerie. Mais le deuxième plan sonore ne fut pas installé.
La restauration de 1994 a été confiée à M. Denis Londe et à Mme Réveillac, facteurs d’orgues à Frasne dans le Jura. Les travaux de restauration ont duré de janvier 1994 à avril 1996 et ont consisté à restaurer le buffet, à compléter le grand orgue de Heyer et à reconstruire un positif des do(s) et une pédale indépendante. L’orgue actuel a 22 jeux. Il comprend le clavier grand orgue installé par Heyer, un positif de do(s) et une pédale mis en place par Denis Londe construits selon le savoir-faire du XIXe siècle.

## La sacristie
La sacristie est située au chevet de l'église. Elle date de 1719. Elle reprend le plan quadrilobé de la chapelle bâtie pour Henri II à Villers-Cotterêts: une tour centrale avec une coupole et un lanternon, entourée de quatre tourelles avec coupoles au cul-de-four et contreforts à pinacles.

## La croix de sel
La croix de sel (Croas an holen) est située presque au milieu du placître. Elle était initialement située en dehors de l'enclos, à l'est de l'arc monumental. Elle était le point de ralliement des paludiers de Guérande qui venait y vendre leur production, qui débitaient le sel sur l'emmarchement de la croix.

## Le calvaire

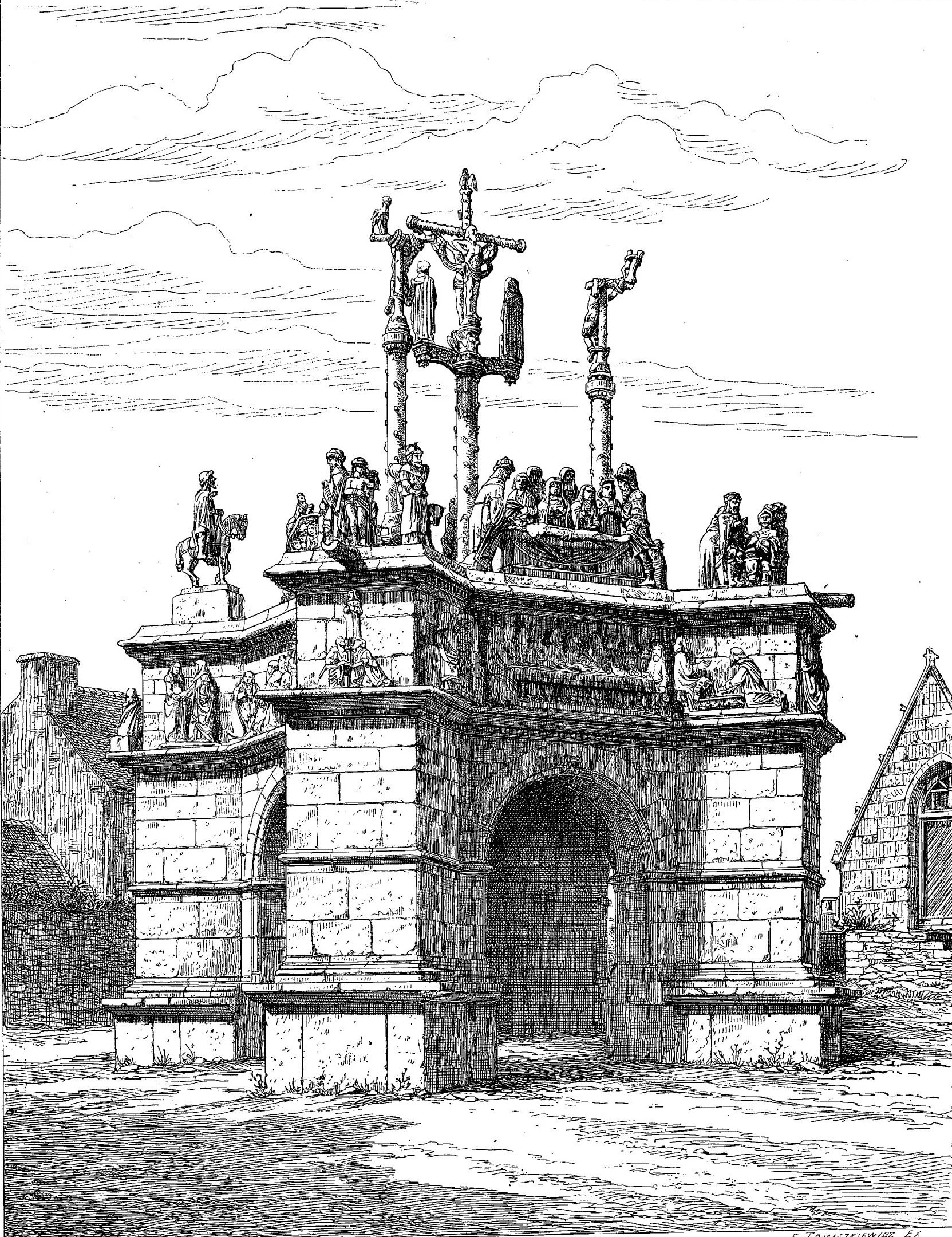
Le calvaire de Pleyben en 1880 (dessin)

### La construction du calvaire
Le Calvaire monumental placé devant l'église est le plus massif de toute la Bretagne.
Sa construction en pierre de kersanton s'est déroulée en trois campagnes. Elle a débuté avec celle de l'église, en 1555, probablement effectuée par l'atelier landernéen des Prigent (date et inscription portée sur la statue de saint Germain au-dessus du porche de l´église : EN L´HONNEUR DE DIEV ET (NOTRE) DA (M) E ET MONSIEUR S GERMAIN CESTE CROIX FVST COME (N) CE 1555)
En 1650, trois scènes supplémentaires sont commandées à l'architecte brestois Julien Ozanne (Entrée à Jérusalem, Cène, Lavement des pieds) .
Le calvaire a été ensuite déplacé en 1738 d'une trentaine de mètres au sud, pour faciliter l´accès à l´église. Il était, autrefois, accolé au porche. À cette occasion, le soubassement du calvaire a été vraisemblablement modifié. Les travaux ont été exécutés par les entrepreneurs Guillaume Le Goff, Yves Quiniou et François Motreff, de Pleyben.
Le socle du calvaire est construit en forme de tétrapyle contreforté aux angles. En effet, il se compose de quatre grandes piles soutenant une voûte intérieure, sous laquelle on pénètre par quatre arcades en plein cintre. Il est en pierre de taille de granite. Il montre sur ses quatre faces des hauts-reliefs sur deux niveaux : une frise et 28 groupes sculptés surmontant le calvaire, soit autant qu’au calvaire de Plougastel-Daoulas. L'ensemble relate la Passion du Christ.
Les sculptures sont pour la plupart réalisées en kersanton, mais certaines d'entre elles ont été taillées dans un grès dont la fragilité rend leur conservation délicate. Par ailleurs, le haut massif, réalisé lors de son déplacement, joue un rôle majeur dans la lecture des sculptures. En effet, ses dimensions extraordinaires donnent un aspect clairsemé à des statues qui se retrouvent perchées à une hauteur inhabituelle.
Curieusement, archaïsme voulu, les personnages sont représentés en costumes du XVIe siècle de l'époque d'Henri III ou Henri IV en dépit de la construction du calvaire au milieu du XVIIe siècle à l'aube du règne de Louis XIV.

### La restauration du calvaire

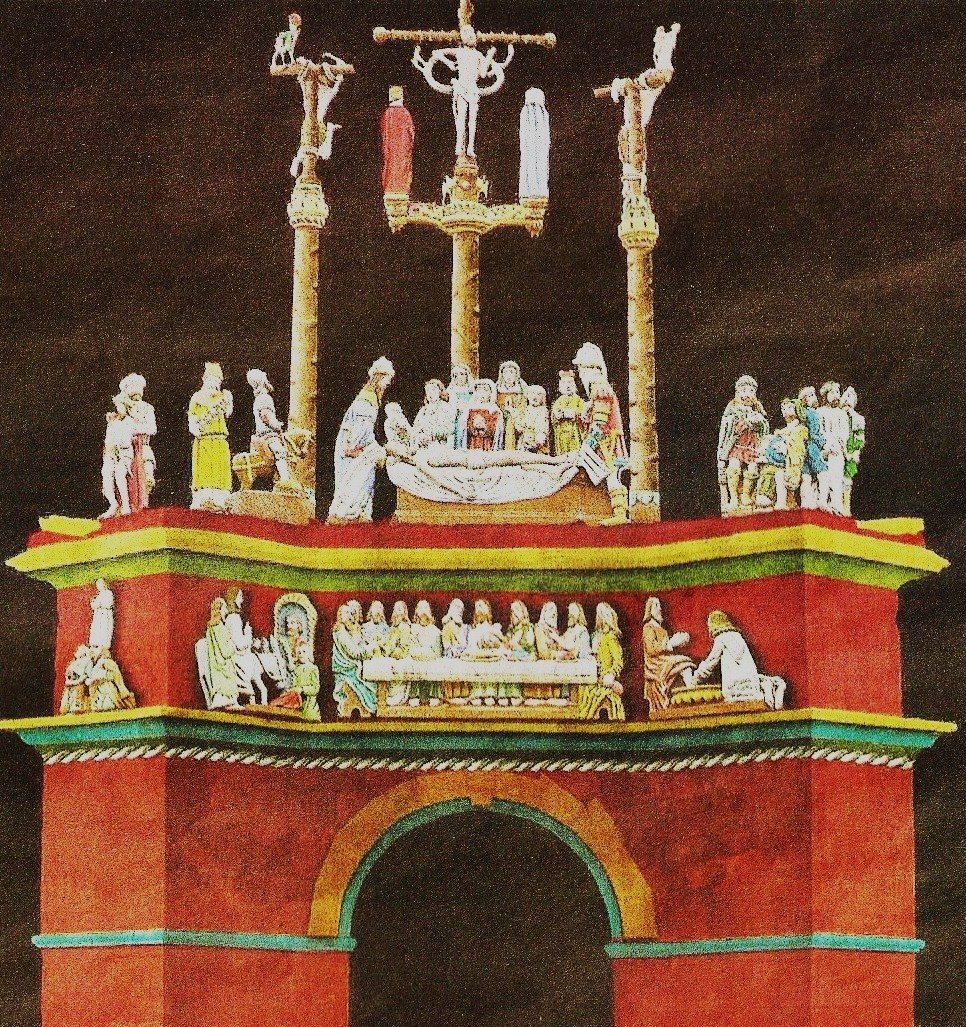
Le calvaire restitué en couleurs

L'ensemble a été restauré à plusieurs reprises notamment en 1953. La dernière restauration s'est achevée en juillet 2015. 
Pendant l'été 2010, l'association « Les sept calvaires monumentaux de Bretagne » a remis en couleurs, par le biais de vidéoprojecteurs, le calvaire de Pleyben, retrouvant autant que faire se peut les couleurs d'origine car les calvaires étaient peints. Sur de nombreux calvaires, on a retrouvé des traces de peinture, dans les plis des vêtements des statues, par exemple.

### Description détaillée du calvaire par face
La lecture débute à l´angle sud-ouest par la frise inférieure dans le sens inverse des aiguilles d´une montre. Elle se poursuit au second niveau par l´angle sud-est, puis l´angle nord-est, le côté nord, les croix (côté sud), le côté sud, le côté est et enfin le côté ouest.

#### Face sud
Partie basse 
1. L’Annonciation : l’Archange Gabriel porte une banderole avec l’inscription : AVE MARIA GRATIA PLENA, devant la Vierge à genoux. Au-dessus le Père éternel plane dans un nuage et donne le sauveur au Monde.
2. La Visitation : sainte Élisabeth touche le ventre de Marie qui a des cheveux longs.
3. La Nativité : l’enfant Jésus sur la paille, la Vierge et saint Joseph à genoux; l’âne et le bœuf et deux anges qui les entourent.
4. L’adoration des Mages.
5. La Fuite en Égypte.
6. Angle sud-est : l’enfant Jésus au Temple, entre deux docteurs.

Partie haute
1. Cavaliers et soldat debout.
2. Descente aux limbes : le Christ ramène Adam et Ève. Dans la gueule de l’Enfer, les damnés sont entrainés par des diables dont l’un est armé d’une fourche.
3. Un juif tient la banderole de l’acte d’accusation.
4. Un soldat revêt le Christ de sa tunique royale.

#### Face est
Partie basse
1. Entrée triomphale à Jérusalem. Inscription : OSANNA FILI DAVID.
2. La Cène : Jésus au milieu des Apôtres, au bout de la table Judas tient une bourse à la main. Sur la table, un pichet, un pain, l’agneau pascal et des pommes. Inscription mentionnant : FAIST A BREST PAR MIV OZANNE ARCHETECTE. La scène a été sculptée au XVIIe siècle.
3. Lavement des Pieds : Jésus à genoux lave les pieds de saint Pierre. Sous cette scène, une inscription indique : TV MIHI LAVAS PEDES 1650. Cette scène a donc été sculptée au XVIIe siècle.
4. La Tentation : Satan est représenté avec une barbe, des griffes et des grandes oreilles.

Partie haute
1. Mise au Tombeau: saint Jean, Marie-Madeleine avec sa boite à parfum, Marie Cleophas, Marie Salomé et un juif qui parle, entourent la Vierge. De part et d’autre du groupe, Nicodème et Joseph d’Arimathie tiennent le linceul. Joseph d’Arimathie  avait obtenu la permission de Pilate d’enlever le corps du Christ avec l’aide de Nicodème et de le descendre de la croix. Ensuite, Joseph d’Arimathie a enveloppé le corps dans un linceul et le déposa dans un sépulcre creusé dans le roc proche de la colline du Golgotha. La Mise au Tombeau permet d'admirer une foule de détails vestimentaires de l’époque du roi Henri II, et de constater l'expression de douleur figurée par les larmes inondant les visages des saintes femmes. Cette iconographie devient très fréquente dans la sculpture aux XVe et XVIe siècles sous l’influence des Confréries du Saint Sépulcre et des Franciscains auxquels était confiée la garde des Lieux Saints.
2. Angle sud-est : Ecce homo. Pilate porte un phylactère avec l’inscription ECCE HOMO et désigne le Christ. Un autre personnage porte aussi un phylactère avec l’inscription : TOLLE TOLLE CRUCIFIGE EVM.

#### Face nord
Partie basse
1. La prière au jardin des oliviers; la Christ prie pendant que saint Jean et saint Pierre sont endormis.
2. Saint Pierre et son épée.
3. Arrestation du Christ. Baiser de Judas qui tient sa bourse d’une main. Malchus, un garde, frappé par saint Pierre est renversé. En effet, saint Pierre vient de lui couper une oreille.
4. Jésus est présenté au grand prêtre.
5. Caïphe sur son trône.

Partie haute
1. Angle nord-est : Jésus est présenté à Pilate. Pilate se lave les mains. Sur le côté, Jésus est entouré de soldats.
2. Sainte Véronique présente le voile (La Sainte Face). Selon la tradition développée au XVe siècle sous l’influence du théâtre des mystères, elle aurait essuyé le visage du Christ ruisselant de sueur et de sang, lors de la montée au calvaire. L’empreinte du visage du Christ serait miraculeusement resté sur le voile d’où le culte de la sainte Face. (vera icona = la véritable image du Sauveur). À partir de la fin du Moyen Âge, elle est représentée, comme ici, tenant dans ses mains, un voile transparent où l’empreinte du visage du Christ est gravée.
3. Saint Jean soutient la Vierge sur le chemin du calvaire.
4. Portement de la Croix : derrière Jésus, un garde le frappe. Simon de Cyrène aide le Christ à porter sa croix.
5. Longin, le cavalier, désigne du doigt son œil guéri.

#### Face ouest
Partie basse
1. Angle nord-ouest : Piéta surmontée d’un dais avec personnages. Une date est gravée : 1738

Jésus outragé par les soldats. Un soldat lui bande les yeux.
1. Repentir de saint Pierre : un personnage à genoux devant un rocher sur lequel sont des oiseaux. Le coq, au sommet de la butte, qui avait disparu, a été replacé en 2025. La scène a été sculptée au XVIIe siècle. Le Reniement de saint Pierre constitue une scène unique dans l'iconographie des 7 calvaires monumentaux de Bretagne.
2. Flagellation. Le Christ est au pilori, entouré de trois gardes.
3. Couronnement d’épines.

Partie haute
1. Sept cavaliers sont disposés sur la plateforme, dont Longin, le porte lance, qui désigne du doigt son œil guéri.
2. Résurrection: le Christ sort du tombeau. Deux soldats dorment. Un autre est aveuglé et se protège les yeux. Le dernier est renversé.

#### Sur le milieu de la plate-forme
1. Le Christ attaché à la Croix. Il est entouré de cinq anges ; quatre recueillent le sang qui coule de ses plaies  et le cinquième, au sommet de la croix, emporte l’âme du Christ.
2. Sur la traverse, de part et d’autre : la Vierge et saint Jean. Au revers, le Christ triomphant.
3. Sur les croix latérales les deux larrons, les jambes rompues. Un ange emporte au ciel l’âme du bon larron (Dismas), tandis qu’un démon s’empare de celle du mauvais larron (Gismas)

#### Récapitulatif des scènes par étage
Scènes de la frise intermédiaire :

Annonciation, Visitation de la Vierge Marie, Nativité, les Mages, La Fuite en Égypte, l'entrée à Jérusalem, la Cène, le Lavement des pieds, Judas, l'agonie, l'arrestation du Christ, le jugement de Ponce Pilate, le repentir de Pierre, la Flagellation, le Couronnement d'épines.
Scènes supérieures :

Pilate se lavant les mains, Jésus portant la croix, gardes devant le Calvaire, Crucifixion, Mise au tombeau, Descente aux Enfers, la Résurrection. Les larrons portent leurs noms Gismas et Dismas, le premier (le Bon Larron) en caractères gothiques, le second en capitales romaines car leurs âmes sont emportées respectivement par un ange et par un démon.

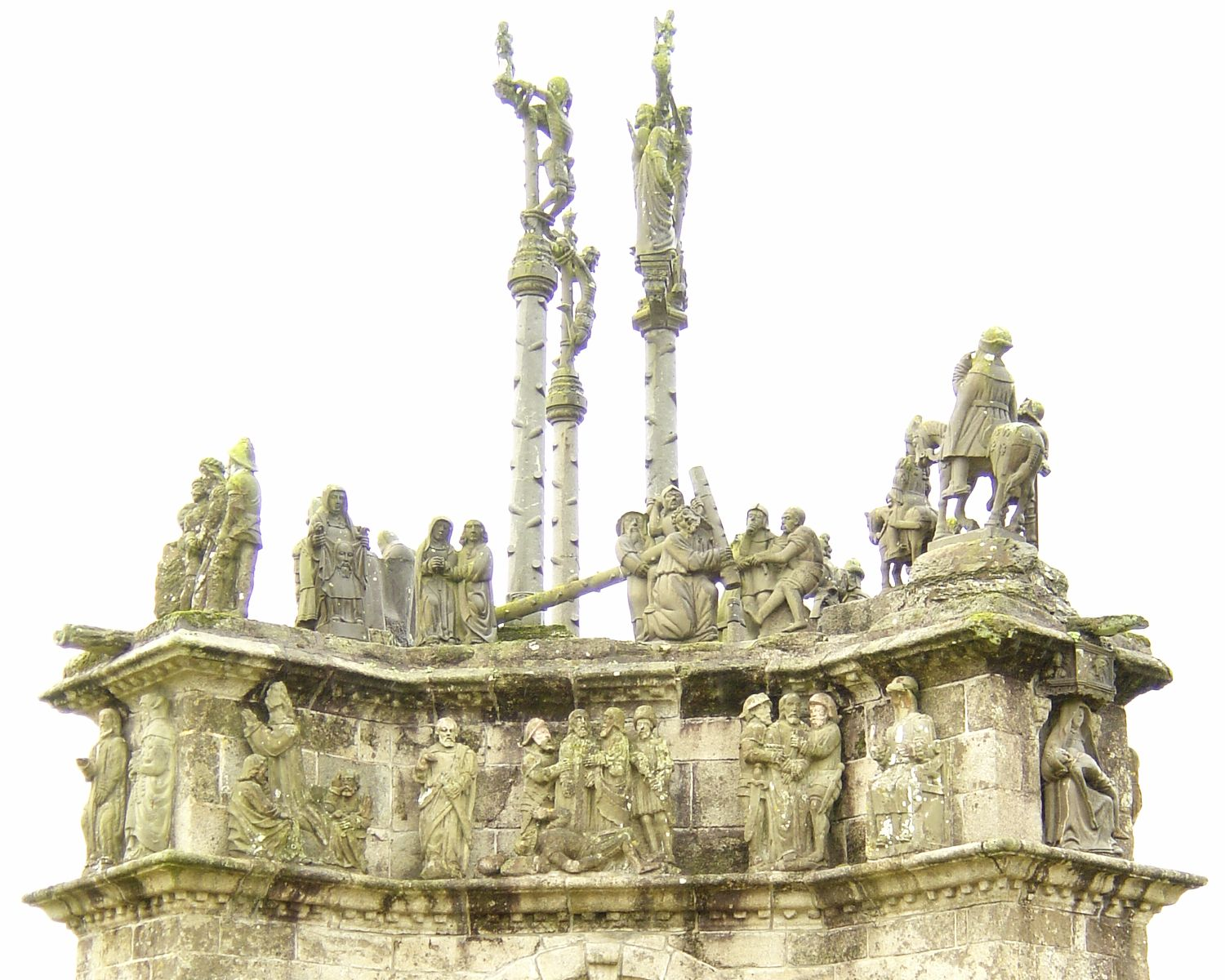
Calvaire, face nord
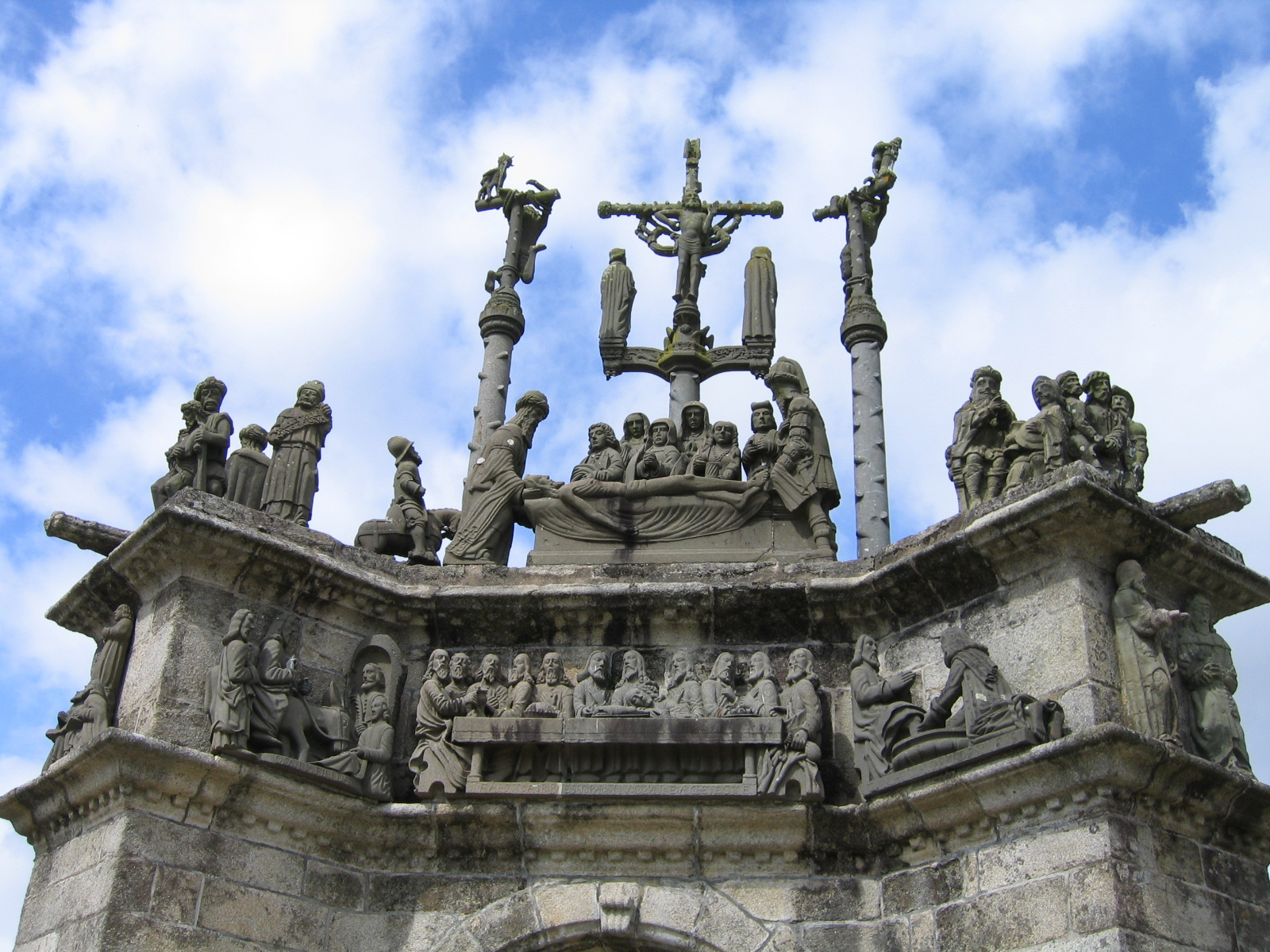
Calvaire, face ouest
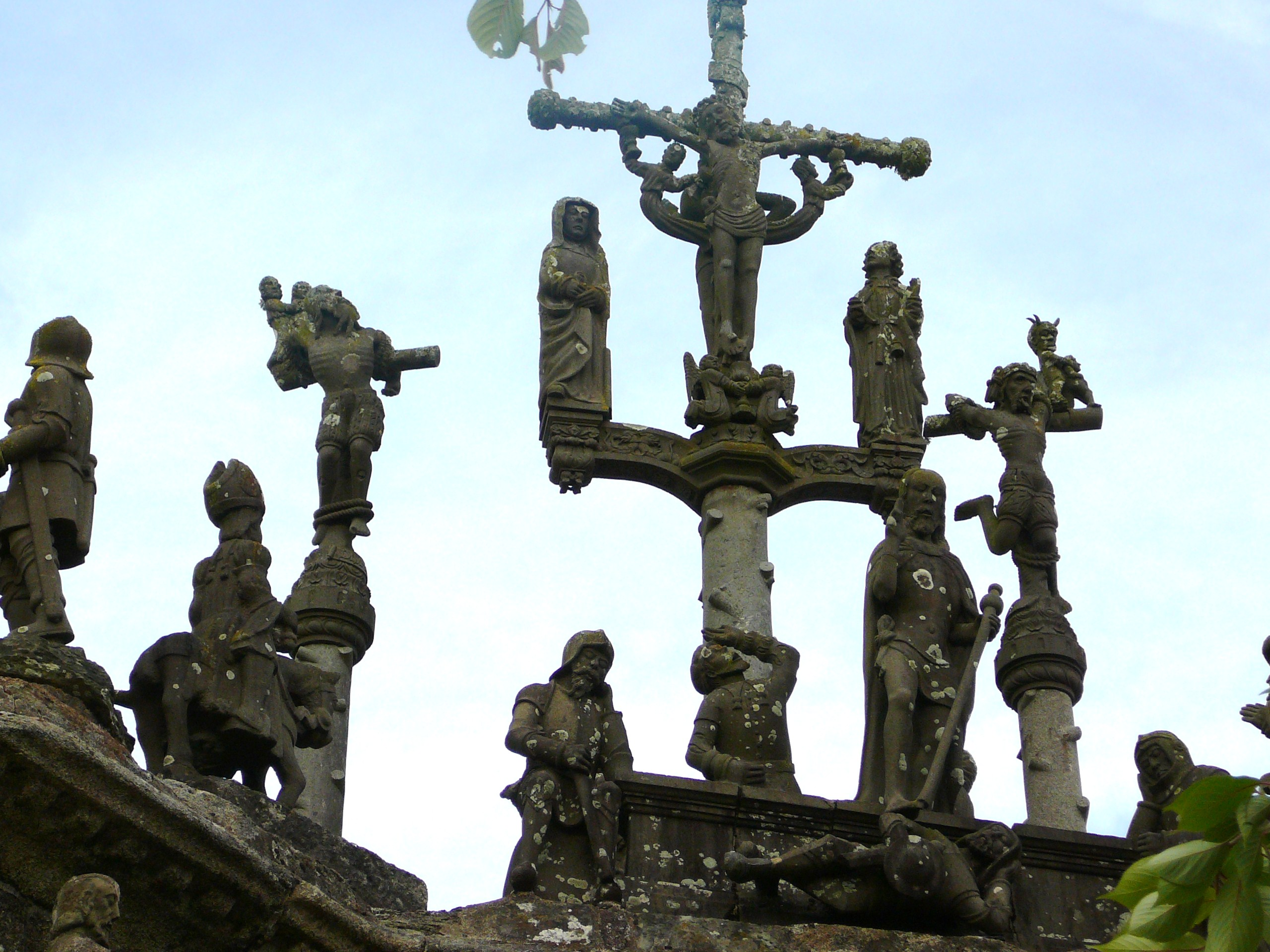
Partie supérieure du calvaire
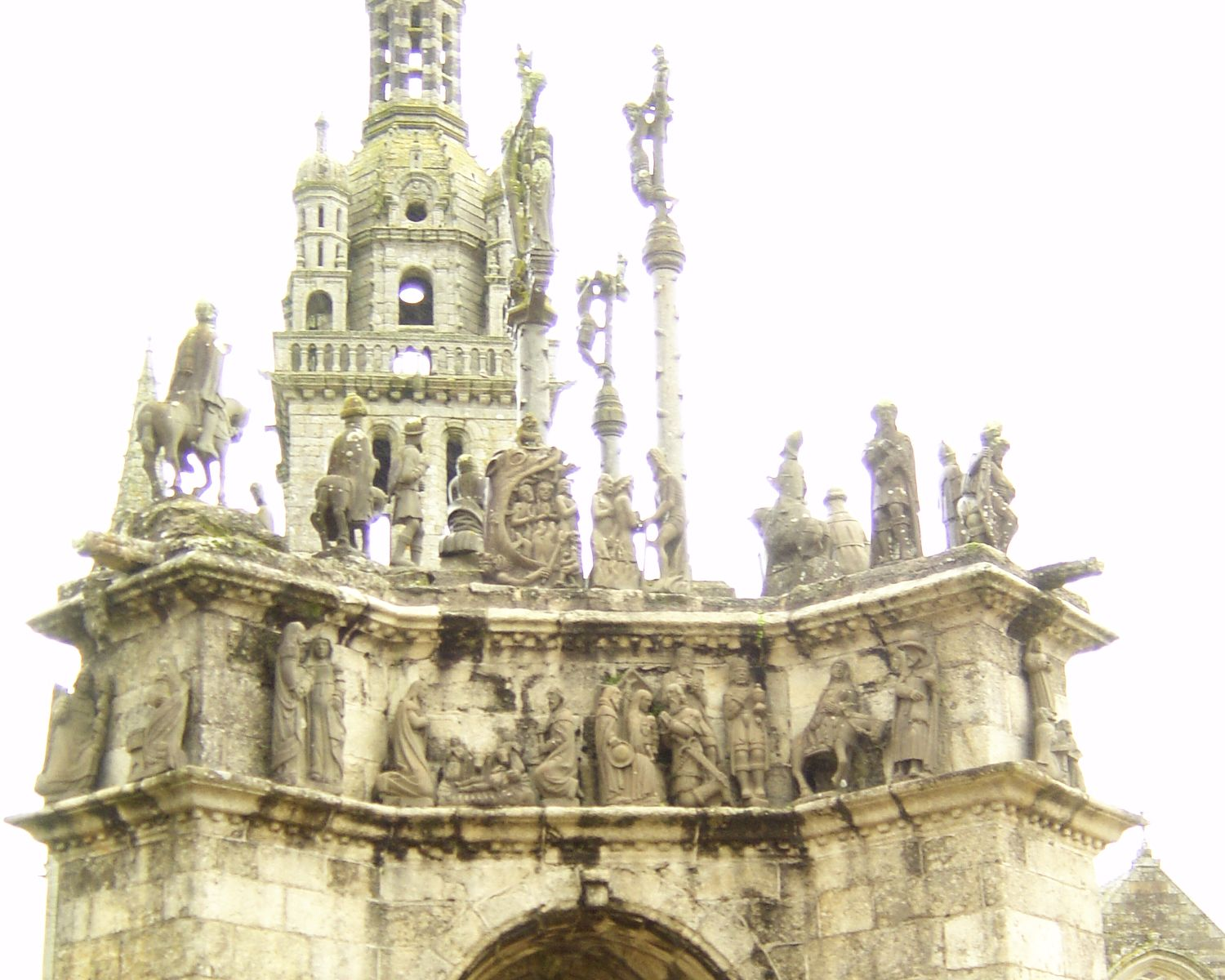
Calvaire, face sud
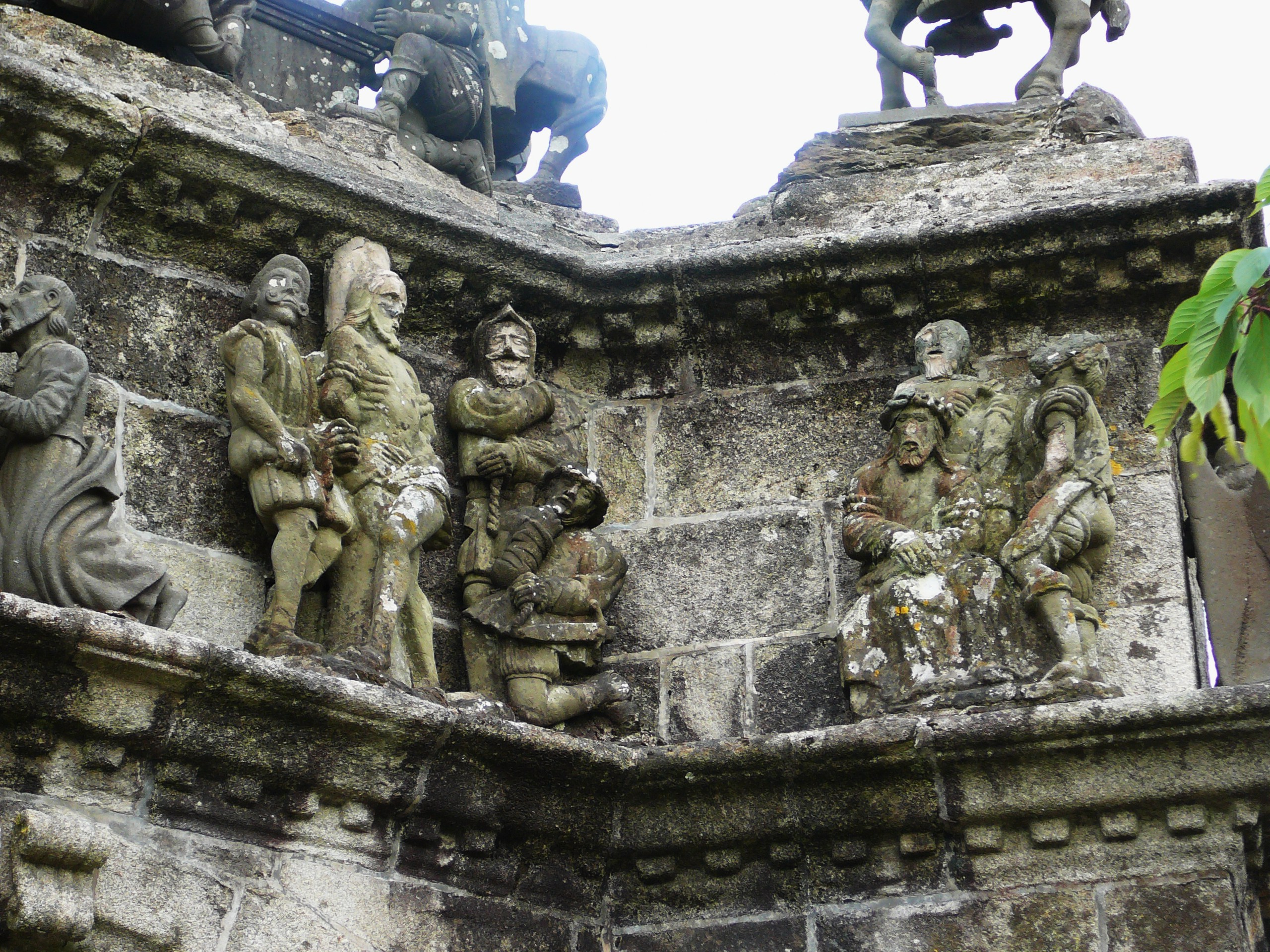
Calvaire, détail 1
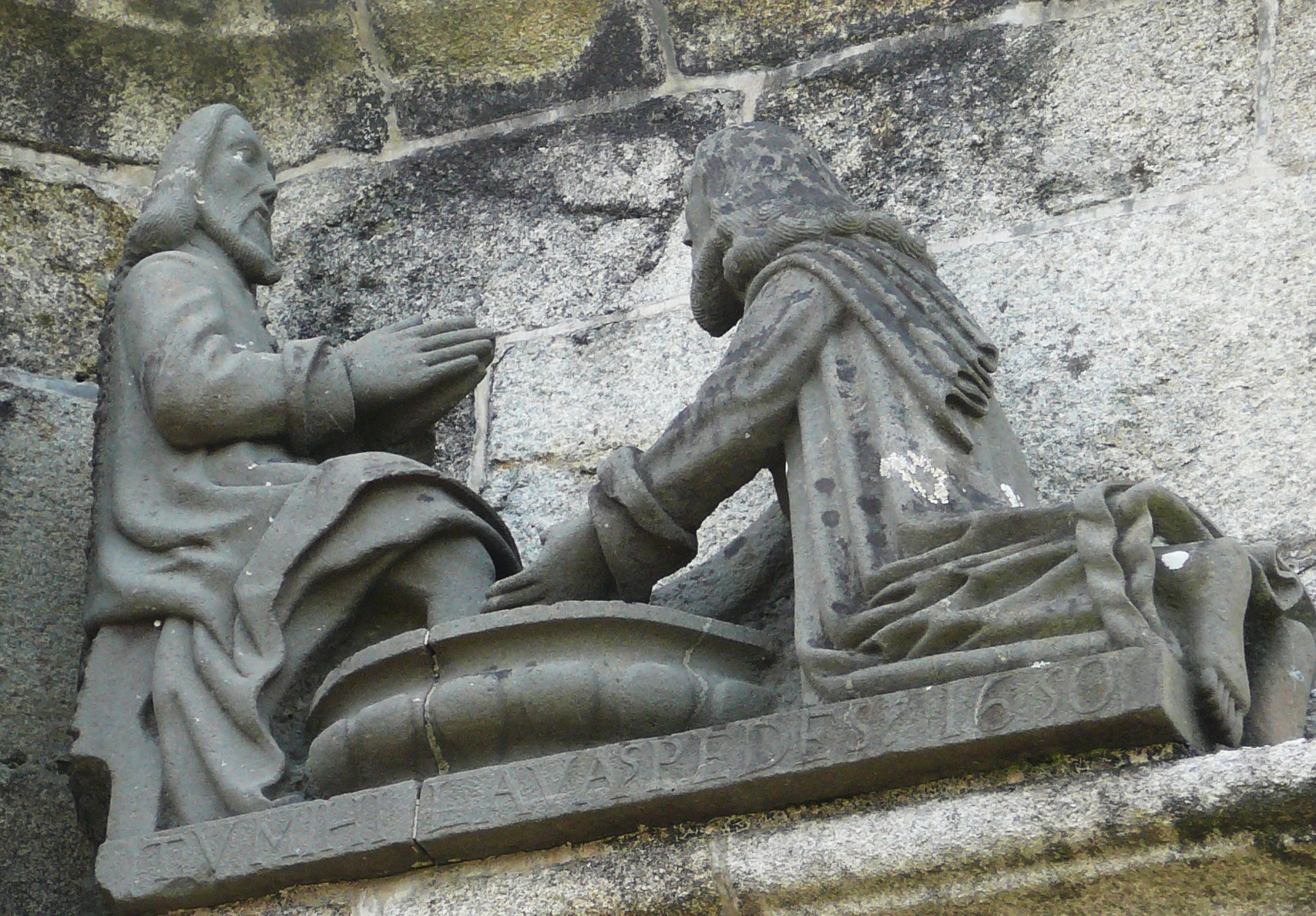
Calvaire, le Lavement des pieds
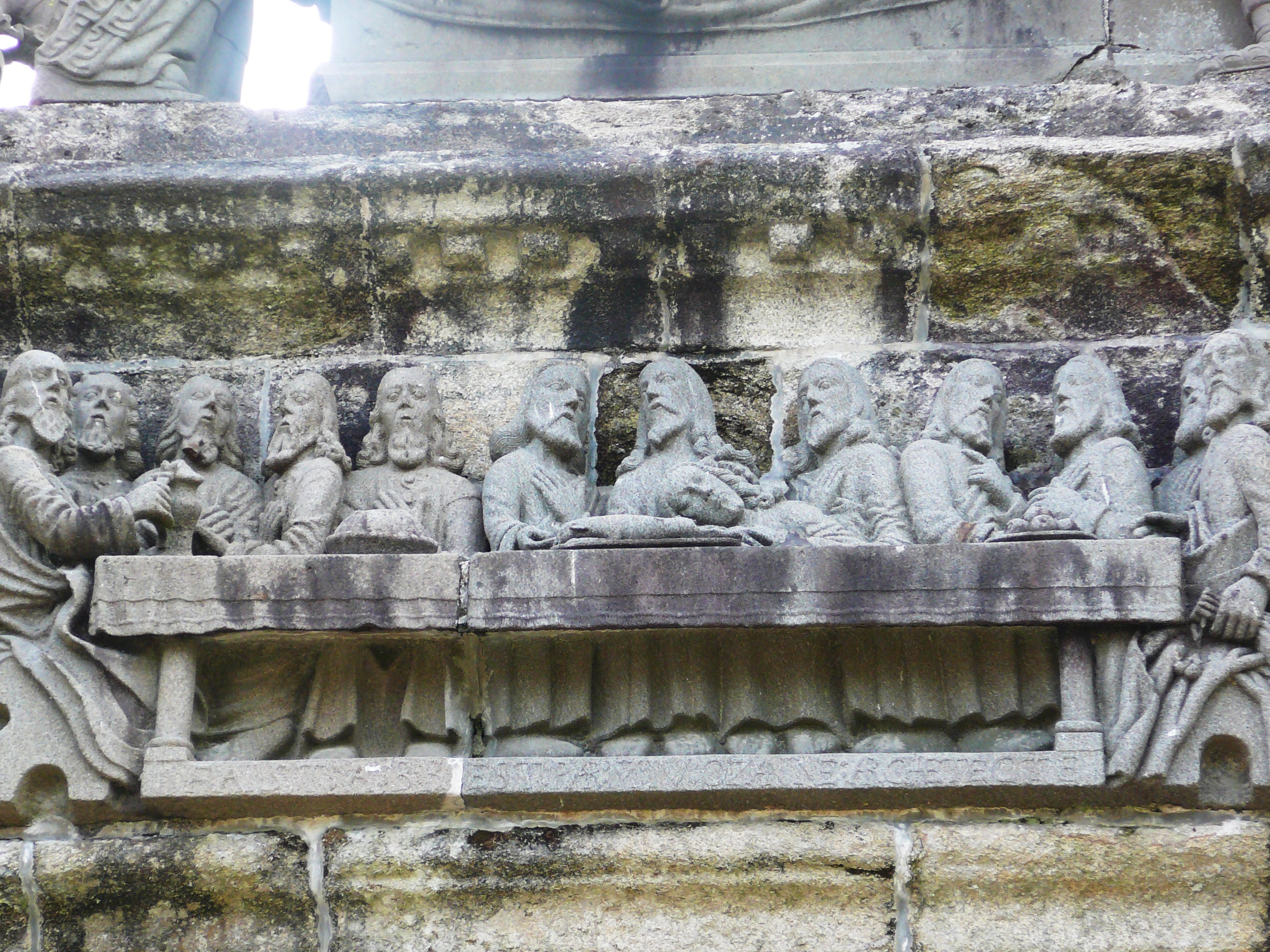
Calvaire, la Cène

## L'ossuaire

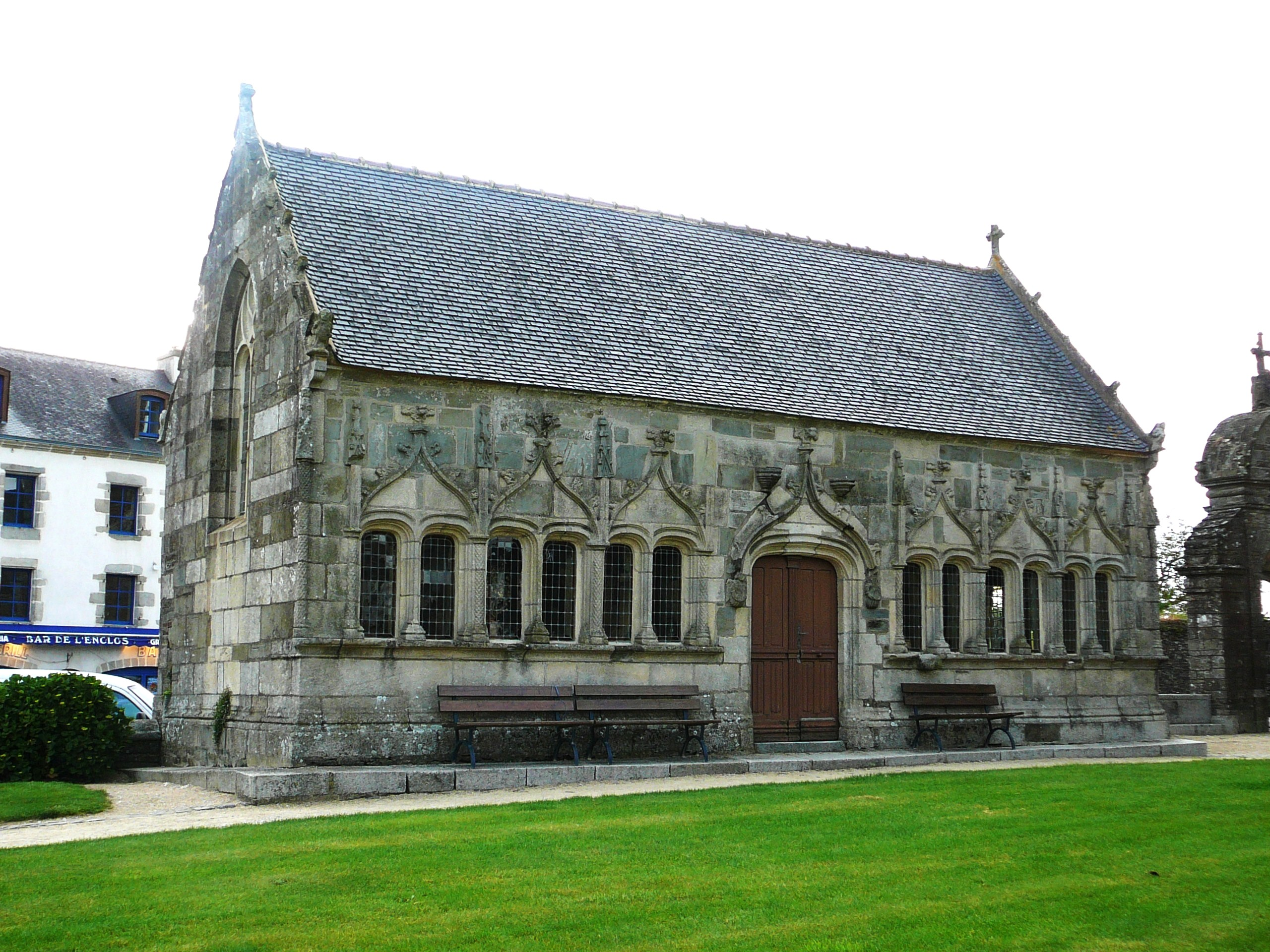
L'ossuaire (XVIe siècle)

L'ossuaire, qui date du XVIe siècle (1560), est d'architecture gothique flamboyante. C'est l'un des plus anciens de Bretagne. La façade est ornée de baies jumelles surmontées d'accolades décorées de choux frisés et de fleurons qui reposent sur des colonnettes en nid d'abeille. On y entassait les ossements des trépassés pour faire de la place dans le cimetière. Surnommé "chapelle des trépassés", il était consacré à saint Jude et saint Simon. Restauré en 1733, date inscrite sur l'édifice, il servit, à partir de 1736, de chapelle des morts, puis, un temps, d'école, c'était le cas par exemple en 1838 (il fut alors blanchi à la chaux) et même de bureau de poste en 1850.
Il sert désormais de musée et abrite entre autres une statue de la Vierge allaitante datant du troisième quart du XVIe siècle qui a été retrouvée en 1988 lors de travaux à proximité de l'église. Elle représente une Vierge couronnée, au sein nu, portant l'Enfant-Jésus ; il n'est pas exclu qu'elle ait été enterrée à cause de son aspect jugé trop réaliste à l'époque.

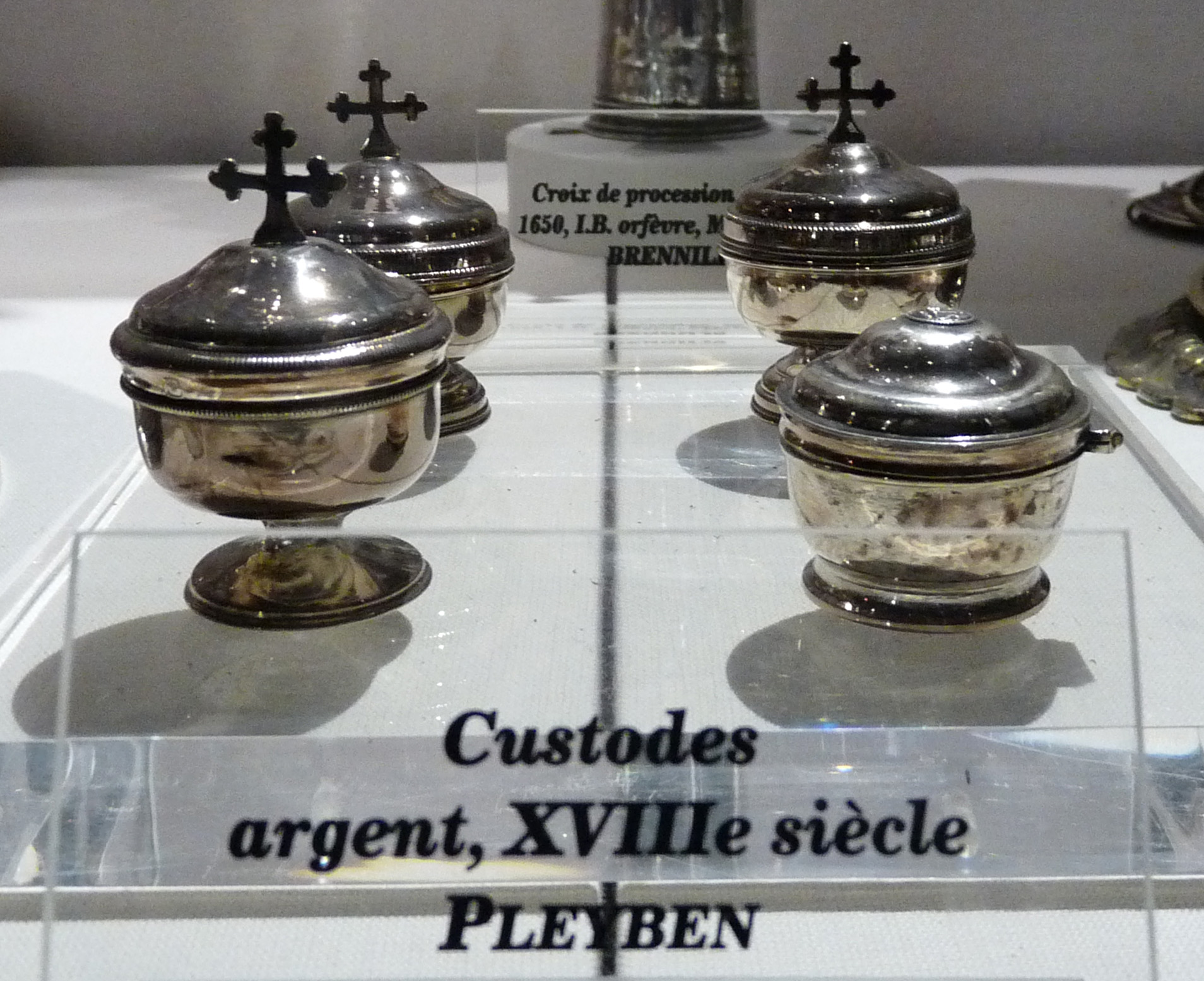
Custodes du XVIIIe siècle
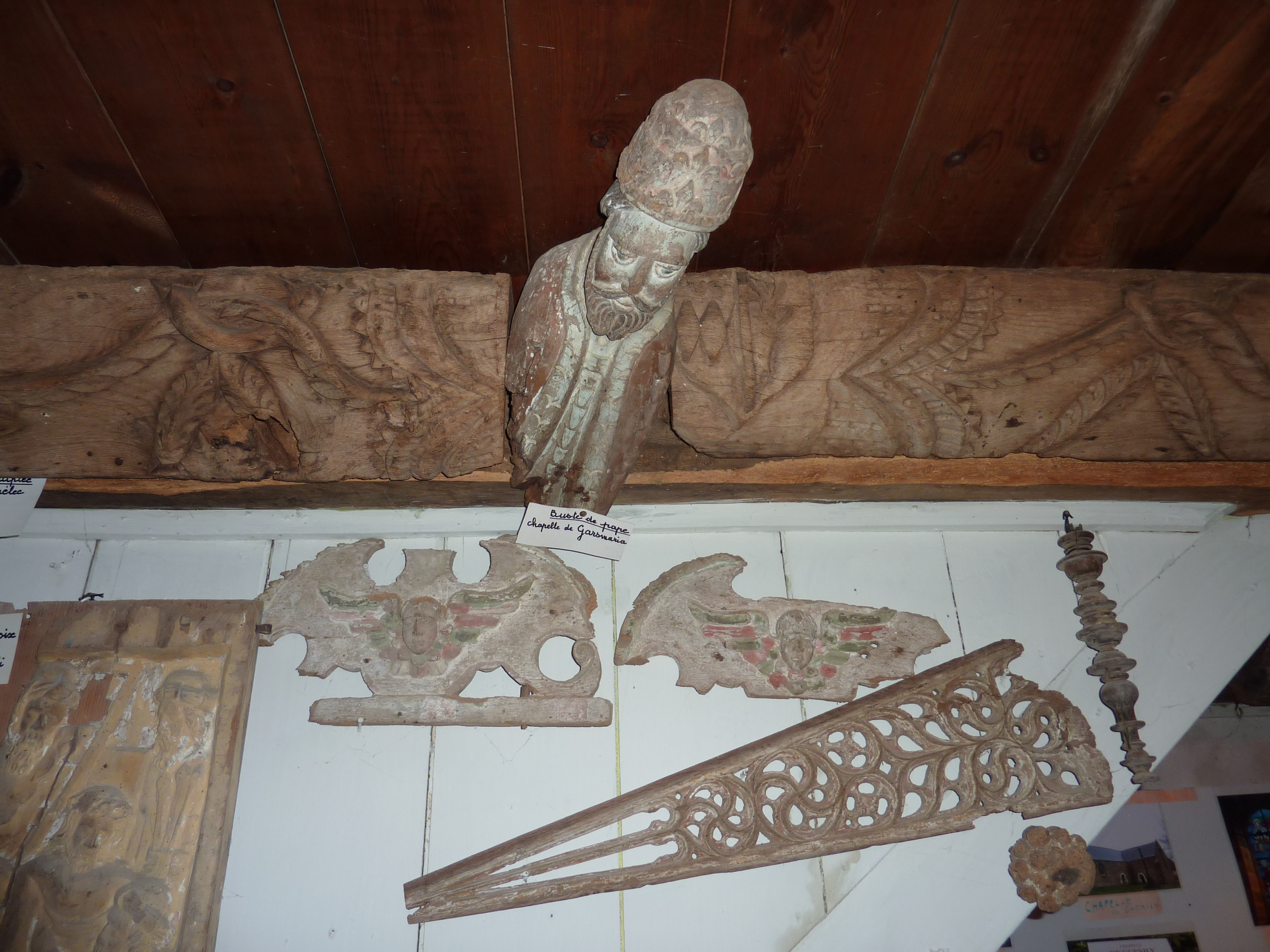
Musée de l'ossuaire, divers objets provenant de la chapelle de Garsmaria dont un buste de pape
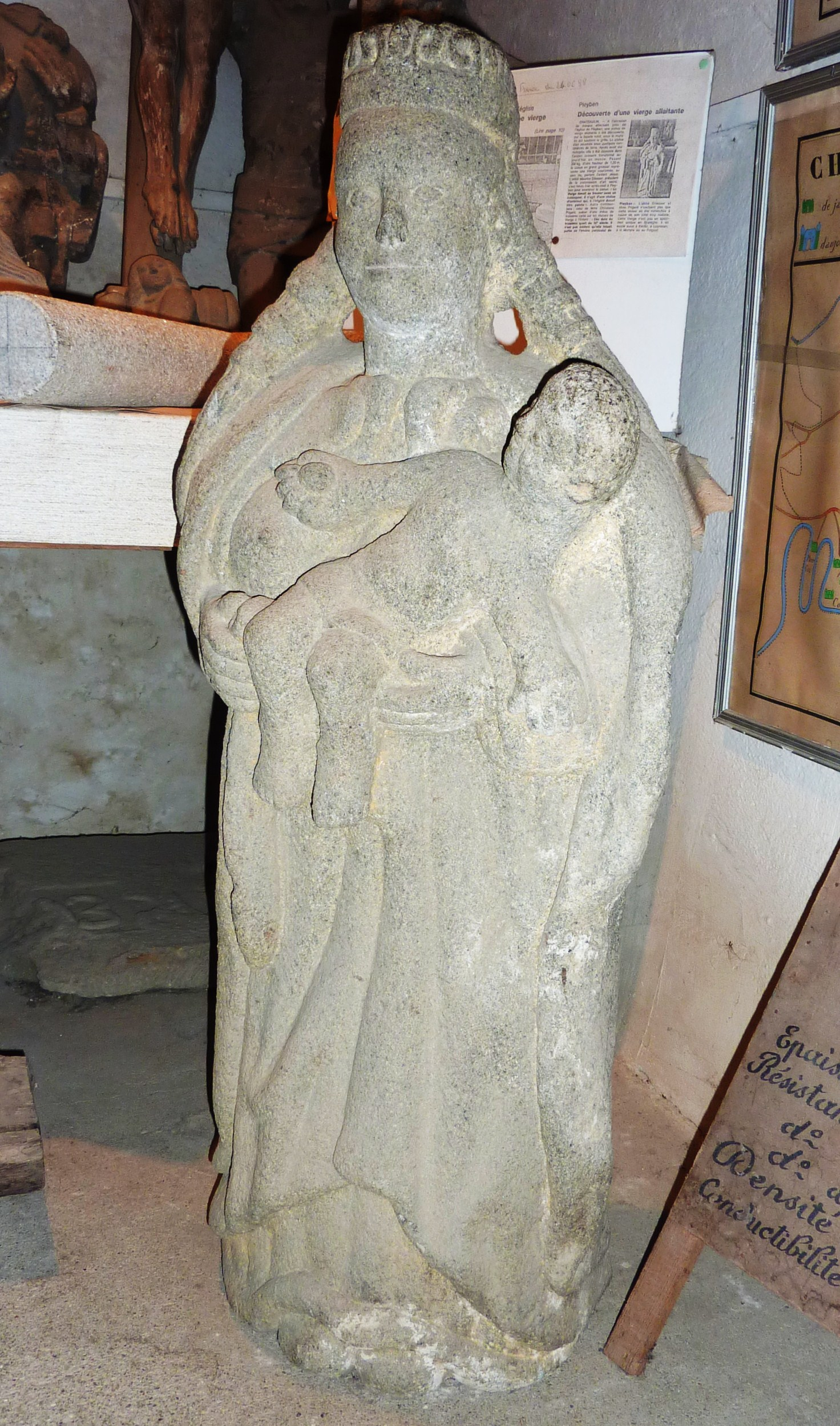
Musée de l'ossuaire : Vierge allaitante (XVIe siècle)

## L'arc de triomphe
L'arc de triomphe ou "porte triomphale" (porz ar maro) est une porte monumentale datée de 1725 et surnommée "porte de la mort" car, complétée par le mur de l'enclos entourant le cimetière, elle séparait le monde des morts du monde des vivants.
L'arc monumental est en plein cintre avec une niche sur chacune de ses faces. Sur la face est, on peut admirer une Vierge de Pitié ou Pietà encadrée de deux anges, et sur la  face ouest, une sainte Trinité dont le saint Esprit a disparu. L'arc est surmonté d´une croix qui présente sur sa face est, un Christ en croix, et sur sa face ouest, une Vierge de Pitié.